# Tlaltenango de Sánchez Román
Tlaltenango de Sánchez Román es una localidad mexicana y cabecera municipal del municipio del mismo nombre, perteneciente al estado de Zacatecas, ubicado en el sur del estado.  
Colinda con Momax, Atolinga, Totatiche Jalisco, Tepechitlan, Huanusco y Jalpa. Ubicado a 145 km al norte de Guadalajara, a 147 km al oeste de Aguascalientes y a 168 km al sur de la capital del estado, cuenta con un clima subtropical, con lluvias medias de 800 mm anuales, agua abundante y tierras propicias para la agricultura. El maíz, el cacahuate, hortalizas y la ganadería son algunas de sus actividades primarias principales. Al pie de la Sierra de Morones, cuna del pino azul, se extiende el valle de Tlaltenango.
Es uno de los municipios con mayor potencial de crecimiento e inversión, tiene abundante agua y tierras propicias para la siembra, industria y comercio.

## Escudo
Escudo cuartelado en aspa.
En campo de plata, la palabra “tlaltenapa” en sable y sinople la Sierra de Morones.
En campo de azur los productos agrícolas de la región en oro.
En campo de sinople un arco, una flecha, y una espada.
En campo de azur 3 niveles de tierra con dos magueyes, cada uno de plata.
En el centro un sol de oro.
Significado:
Tlaltenapa es Tlaltenango, según lo asentaron los españoles en el Lienzo de Tlaxcala.
El maíz y el cacahuate simbolizan la riqueza agrícola regional.
El arco, la flecha y la espada representan el mestizaje.
Los 3 niveles de tierra y los magueyes representan el Tlaltenango antiguo (tlaltenapa); según los conquistadores, “Lugar de las murallas de tierra”.
El sol es el símbolo de fortaleza, sabiduría, justicia y templanza.
Los colores:
El color plata, es según la heráldica, símbolo de pureza, integridad, obediencia, firmeza, vigilancia, elocuencia, vencimiento, inocencia y virginidad.
El color azul (azur) significa justicia, celo, verdad, lealtad, caridad, realeza y serenidad.
El oro representa nobleza, magnanimidad, poder, riqueza, fe y fuerza.
El verde (sinople) es símbolo de abundancia, libertad, fe, amistad, servicio y respeto.
En la elaboración del escudo se buscó, por un lado, la representación histórica, por otro, la significación simbólica ceñida a los cánones de la ciencia y el blasón.

## Toponimia
Las raíces náhuatl del origen de Tlaltenango vienen de Tlal-tlali, "tierra"; pa, "en", o también vocativo de lugar; al igual que ko por "go" (última sílaba de la palabra Tlaltenango).
Por otro lado hay quien reconozca a Tlaltenango de tlatelli como "tierra", "muralla"; y pan como "en" o "sobre", "encima de algo". Otros dicen que tlalte es pueblo y tena son "pisos", "mesetas", "murallas", "escalones".

## Población
Según el censo de 2020, la localidad de Tlaltenango de Sánchez Román contaba con una población de 27,882 habitantes de los cuales 13,105 eran hombres y 14,777 eran mujeres.

## Historia

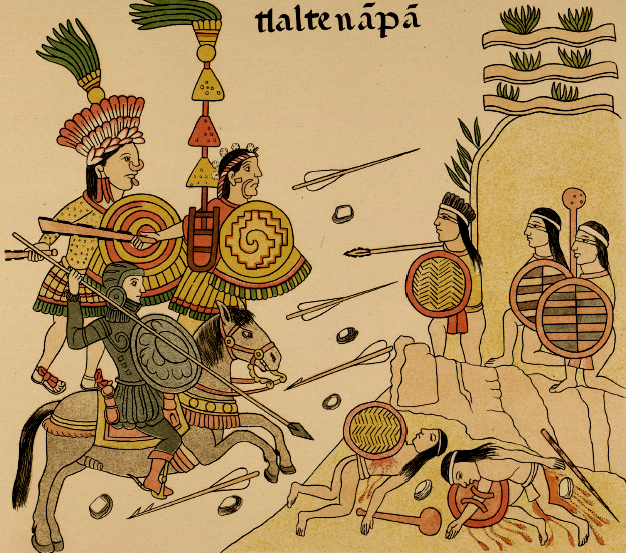
Conquista de Tlaltenango expresado en el lienzo de Tlaxcala.

En 1530, el Valle de Tlaltenango se encontraba poblado por indígenas caxcanes, organizados en el llamado Señorío de Tlaltenango que labraban la tierra al bordo del río y seguramente se suplían de la abundancia de flora y fauna de las sierras que rodean al valle. El significado de Tlaltenango en la lengua caxcana--la tierra amurallada--alude a este paisaje montañoso del valle. Entre esos muros de montañas, la Sierra del Mixtón al oriente y la de Tepeque al poniente, pasaron Nuño Beltrán de Guzmán y sus soldados, dejando, según el historiador Peter Gerhard, "un sendero de cadáveres, destruyendo casas y sementeras, llevándose a los barones que sobrevivían como esclavos y dejando a las mujeres y niños a morir de hambre." El cuadro 61 del Lienzo de Tlaxcala describe una batalla en la cual los caxcanes de "Tlaltenapa" defendían sus tierras contra los españoles y sus aliados tlaxcaltecas.
Las memorias de este primer contacto con los españoles deben haber trastornado a los moradores de Tlaltenango y sus cercanías. Tanto fue el trastorno que desde sus montañas cerca de El Teúl, en 1531 lanzaron un ataque contra los españoles que intentaban construir un pueblo llamado La Villa de Espíritu Santo de Guadalajara cerca de lo que hoy es Nochistlán. La Villa de Guadalajara quedó destruida y a los españoles les toco reconstruirla tres veces antes de que finalmente sobreviviera el pueblo en su ubicación actual--el Valle de Atemajac--donde se construyó en 1542.
En 1541, se levantaron de nuevo los caxcanes, con sus aliados tepecanos, zacatecos y guachichiles contra los españoles. Desde la Sierra del Mixtón, que hoy se conoce como la Sierra de Morones, se lanzaron los aliados indígenas de la región contra los españoles. La Guerra del Mixtón duró menos de dos años, pero la paz no fue perdurable. En 1550, la guerra surgió de nuevo con la gran Guerra Chichimeca, en la cual participaron innumerables indígenas de varias etnias chichimecas (un nombre despectivo por cual las etnias civilizadas del sur llamaban a las etnias nómadas del norte). Esta guerra duró casi cuarenta años. Parece que los moradores del Valle de Tlaltenango no participaron en esta última rebelión, pero igual la región sufrió a causa del caos alrededor. Los pueblos caxcanes de las cercanías de Tlaltenango sufrieron ataques de sus antiguos aliados zacatecas desde el norte por haberse sometido a la Corona Española.
El fin de la Guerra Chichimeca llegó cuando el nuevo Virrey Luis de Velasco decidió comprar la paz con los chichimecas. Como parte de la paz comprada, el Virrey usó el poder de la Real Hacienda para otorgar ropa, herramientas y comida a los chichimecas a cambio de que se pacificaran y reconocieran la Corona española. Además reclutó cientos de familias tlaxcaltecas para que se mudaran a vivir entre los chichimecas, los convirtieran a la fe católica y a un estilo de vida sedentario, enseñándoles sus técnicas agrícolas.
Queda sin decir que a fines del siglo XVI, no moraban muchos españoles en los contornos de Tlaltenango. En la década de los 1540, probablemente después de la Guerra del Mixtón, se encomendaron los pueblos del valle a varios españoles. El pueblo de Tlaltenango fue encomienda de Toribio de Bolaños, Tepechitlán de Pedro de Bobadilla, un soldado de Nuño Beltrán de Guzmán, y El Teul fue encomienda de Juan Delgado. Es probable que estos individuos no pudieran ejercer sus derechos sobre los indígenas durante el siglo XVI ya que las rebeliones sucesivas lo harían difícil. Pero con el fin de las guerras contra los indígenas al fin del siglo, comenzaron a llegar los españoles a asentarse entre los indígenas recién pacificados de la región.
En 1550, el pueblo de Tlaltenango tenía 132 casas, donde vivían 626 personas. Para 1561, la población tributaria (es decir masculina de edad adulta) llegaba a 379. En 1570 había subido esta población tributaria a 1000 personas y se encontraban 20 españoles en el pueblo de Tlaltenango. El valle contaba con una población de más de 8,000 habitantes. El aumento tan súbito de población indica que ya había comenzado la inmigración a la región en esa época. Tres años después, seguramente a causa de enfermedad y las guerras, la población del pueblo había decrecido a solamente 380 tributarios. Para 1584, aún no recuperaba la población del valle, ya que en el solamente moraban un poco más de 3.000 habitantes, casi todos indígenas. Estos moradores se alimentaban del maíz, chile y fríjol que se sembraba en las sementeras al largo del Río Tlaltenango, de los duraznos, membrillos, higos y tunas que crecían en el valle y de las gallinas y guajolotes que se ahí se criaban.
Para 1616, ya vivían suficientes españoles en el valle para que los indígenas se quejaran de los daños que sufrían en sus sementeras a causa de los ganados y caballos de los españoles. El mestizaje entre los españoles, los indígenas y los africanos de la región ya existía en esos tiempos. Entre las quejas de los indígenas, quedan documentadas las relaciones extramaritales de Diego González, Diego López, españoles, con indias y las de Juan de Miramontes, también español, con una mestiza, esposa de un tlaxcalteca. También sabemos que los Bobadilla, encomenderos de Tepechitlán eran mestizos, ya que el primer encomendero, Pedro de Bobadilla se casó y procreó con una mujer indígena.
El 18 de julio de 2008 las intensas lluvias provocaron el desbordamiento del arroyo Xaloco causando una inundación masiva dejando a 3 personas sin vida y afectando a 15,000 de los pobladores.

## Localización

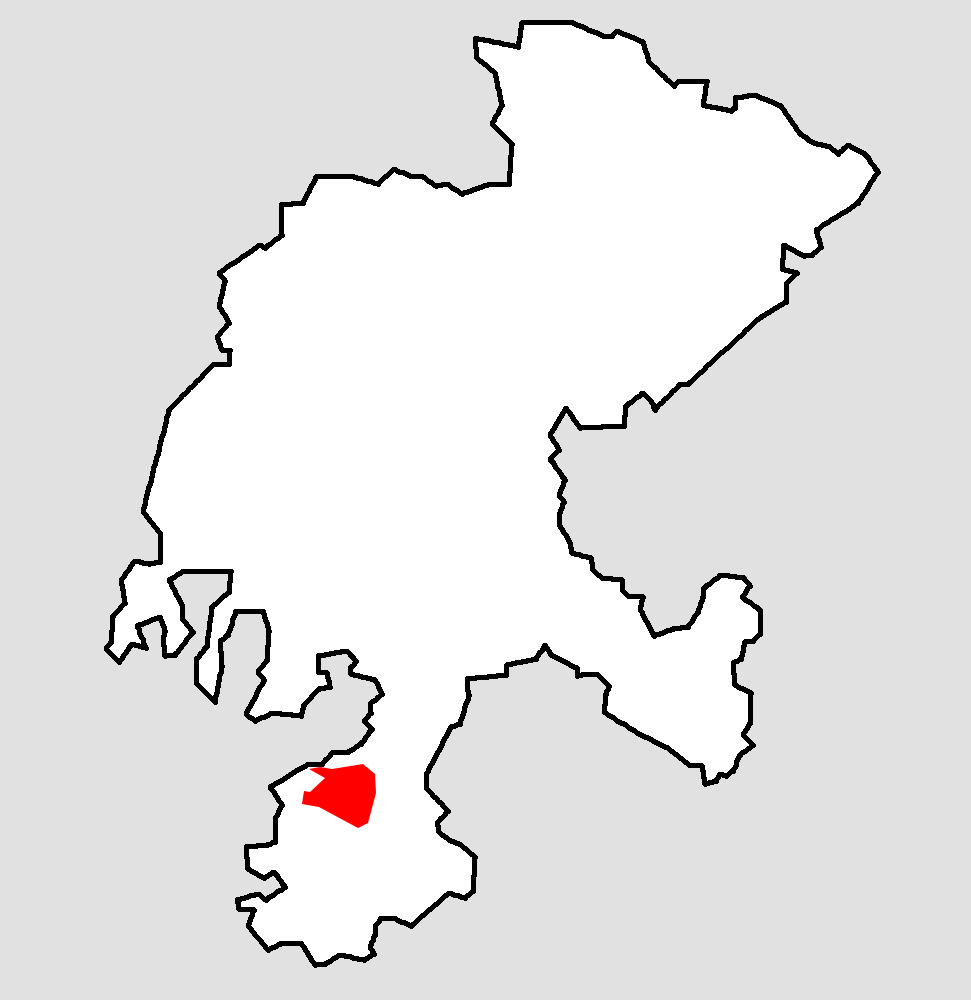
Mapa de ubicación de Tlaltenango de Sánchez Román.

Este municipio se encuentra situado a 168 km al sur de Zacatecas capital y 145 km al norte de Guadalajara, Jalisco.
Localizado estratégicamente a 2 horas de Guadalajara, Zacatecas y Aguascalientes.

## Orografía
Tlaltenango es un municipio con una gran cadena montañosa, ubicada a todo el oriente del municipio llamada Sierra de Morones, ésta corresponde a una parte de las sierras de Zacatecas, con una distancia aproximada de 20 km de larga que va de norte a sur y una anchura aproximada de 18 km de oriente a poniente.
En una elevación promedio de 2460 m s. n. m. destacándose algunas elevaciones como el Cerro del Sombreretillo y Media Luna. Al lado poniente de la población, se encuentra la serranías de Atolinga con elevaciones promedio de 2290 m s. n. m. en esta parte destacan, a larga distancia el cerro de San Pedrillo. Entre estas elevaciones montañosas en el centro se encuentra un espléndido valle.

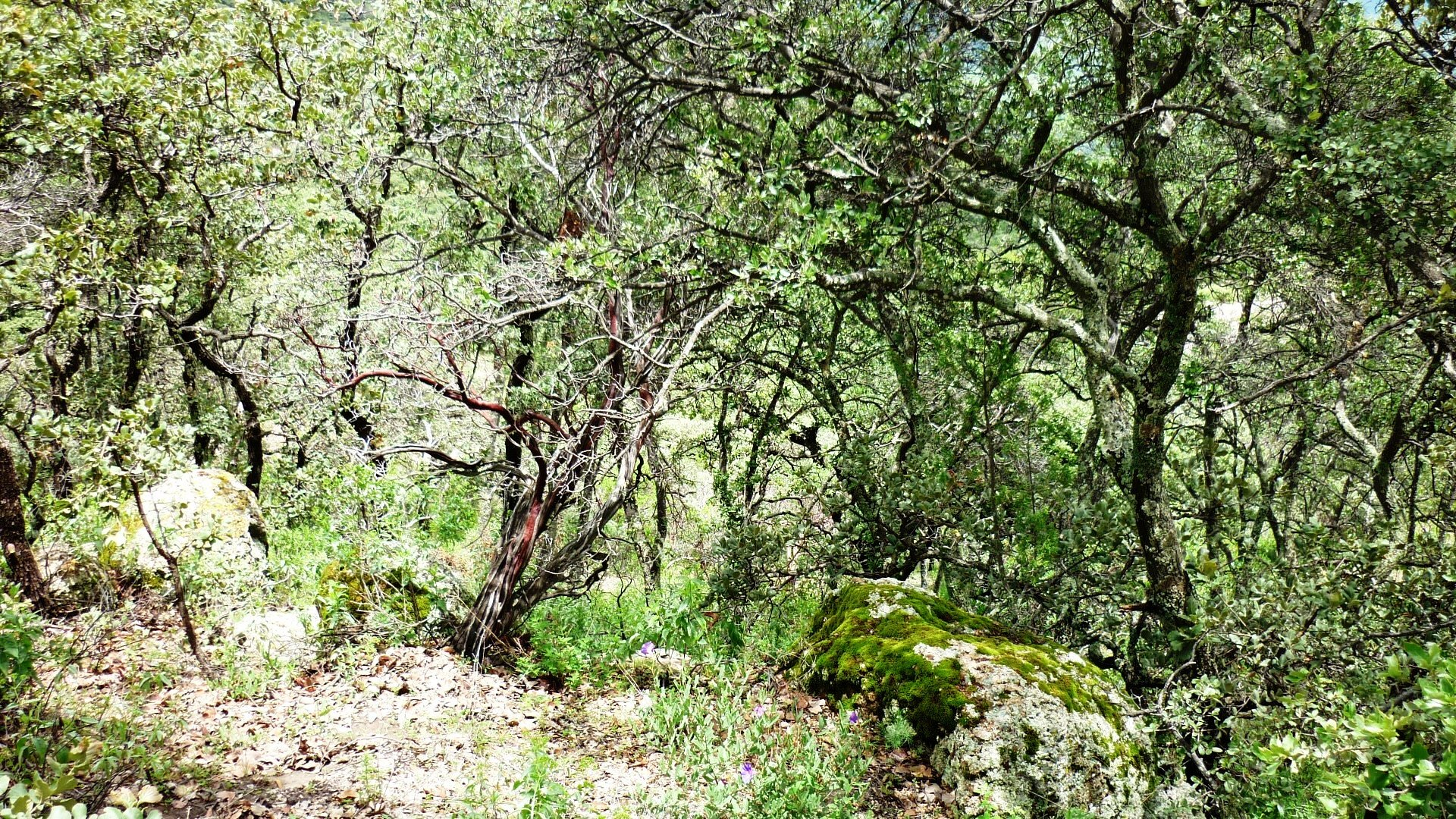
Sierra de Morones.

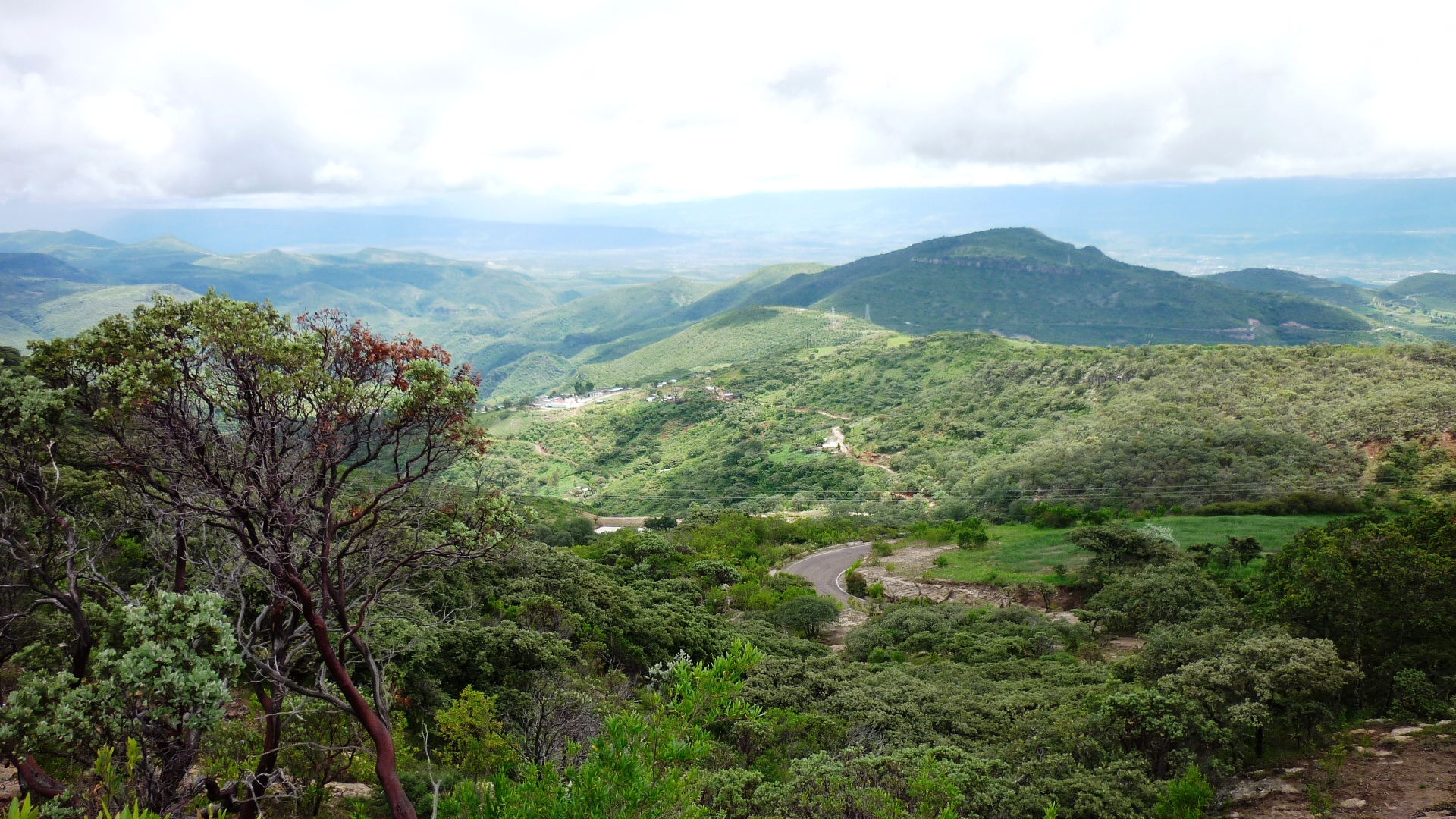
Vista del cañón de Jalpa desde lo alto de la sierra de Morones.

## Clima
| Parámetros climáticos promedio de Tlaltenango de Sánchez Román, Zacatecas (1685 msnm) normales 1991–2020 | Parámetros climáticos promedio de Tlaltenango de Sánchez Román, Zacatecas (1685 msnm) normales 1991–2020 | Parámetros climáticos promedio de Tlaltenango de Sánchez Román, Zacatecas (1685 msnm) normales 1991–2020 | Parámetros climáticos promedio de Tlaltenango de Sánchez Román, Zacatecas (1685 msnm) normales 1991–2020 | Parámetros climáticos promedio de Tlaltenango de Sánchez Román, Zacatecas (1685 msnm) normales 1991–2020 | Parámetros climáticos promedio de Tlaltenango de Sánchez Román, Zacatecas (1685 msnm) normales 1991–2020 | Parámetros climáticos promedio de Tlaltenango de Sánchez Román, Zacatecas (1685 msnm) normales 1991–2020 | Parámetros climáticos promedio de Tlaltenango de Sánchez Román, Zacatecas (1685 msnm) normales 1991–2020 | Parámetros climáticos promedio de Tlaltenango de Sánchez Román, Zacatecas (1685 msnm) normales 1991–2020 | Parámetros climáticos promedio de Tlaltenango de Sánchez Román, Zacatecas (1685 msnm) normales 1991–2020 | Parámetros climáticos promedio de Tlaltenango de Sánchez Román, Zacatecas (1685 msnm) normales 1991–2020 | Parámetros climáticos promedio de Tlaltenango de Sánchez Román, Zacatecas (1685 msnm) normales 1991–2020 | Parámetros climáticos promedio de Tlaltenango de Sánchez Román, Zacatecas (1685 msnm) normales 1991–2020 | Parámetros climáticos promedio de Tlaltenango de Sánchez Román, Zacatecas (1685 msnm) normales 1991–2020 |
| Mes | Ene. | Feb. | Mar. | Abr. | May. | Jun. | Jul. | Ago. | Sep. | Oct. | Nov. | Dic. | Anual |
| --- | --- | --- | --- | --- | --- | --- | --- | --- | --- | --- | --- | --- | --- |
| Temp. máx. abs. (°C)                                                                                     | 32 | 34 | 39 | 40 | 39.5 | 41 | 39 | 35 | 33 | 35 | 32.5 | 31 | 41 |
| Temp. máx. media (°C)                                                                                    | 24.6 | 26.8 | 29.1 | 31.4 | 33.3 | 31.6 | 28.4 | 28.5 | 28.0 | 27.8 | 26.5 | 25.4 | 28.4 |
| Temp. media (°C)                                                                                         | 13.3 | 14.9 | 17.0 | 19.3 | 22.1 | 23.3 | 21.6 | 21.3 | 20.7 | 18.9 | 15.7 | 13.9 | 18.5 |
| Temp. mín. media (°C)                                                                                    | 1.9 | 2.9 | 4.8 | 7.1 | 10.8 | 15.0 | 14.8 | 14.2 | 13.5 | 10.0 | 5.0 | 2.4 | 8.5 |
| Temp. mín. abs. (°C)                                                                                     | -8.5 | -6.5 | -5 | -1 | 3 | 7 | 5.5 | 8.5 | 5 | -1.5 | -9 | -6.5 | -9 |
| Precipitación total (mm)                                                                                 | 19.1 | 9.2 | 7.1 | 3.6 | 20.0 | 121.8 | 181.0 | 147.2 | 109.0 | 44.6 | 13.2 | 12.2 | 688.0 |
| Fuente: Servicio Meteorológico Nacional                                                                  | | | | | | | | | | | | | |

## Hidrografía
A) El municipio tiene, en forma regular y normal, una precipitación pluvial que alcanza los 7250 a 800 mm, la cual se considera la más alta del estado.
Llega a tener lluvias normales en los tiempos de junio, julio, agosto y septiembre y otra temporada de lluvias durante los meses de diciembre y enero las cuales se denominan aguas nieves o cabañuelas.
También ha sido favorecido con un río de caudal permanente llamado río Tlaltenango, el cual se origina en la Sierra de Cajones, en el vecino municipio del Teul de González Ortega, deslizándose suavemente de sur a norte, pasando por el lado poniente de la cabecera municipal.
En tiempos naturales de lluvias crece el cauce del río porque de lo alto de la Sierra de Morones se originan varias corrientes, entre las que destacan el Jaloco o Xaloco “Agua Bronca” cuyos orígenes de formación se dan en El Campanario, un remanso al pie de la sierra (atravesando de oriente a poniente a la ciudad), y es tal la magnitud de agua, que llega a desbordarse inundando con facilidad los barrios bajos de la población.
Otros grandes arroyos con la sierra como lugar de origen riegan el municipio como el Arroyo de San Lucas de la comunidad de Cicacalco “Lugar de Acicatas”.
Otros, de las mismas características, se encuentran por todo el municipio, como el de los Claveles en el Tapalo, el de la Palma, el de Guadalupe, el de San Francisco, Arroyo Grande y el de Toriles.
Existen otros arroyos que se forman en el poniente del municipio, tales como el Saucito, el de Suistan, el de Encinillas y Chocomeca, el de San Pascual y otros de menor importancia.
Aunados a estos existen otros que se forman en lo alto de la sierra y todos vierten sus aguas de poniente a oriente hacia el Río Juchipila, perteneciente al cañón del mismo nombre.
Se cuenta, además, con aguas semi-termales en la comunidad de Los Llamas, con una temperatura del agua que oscila en los 24 °C.
Notorio es que todas las comunidades del municipio tengan en su haber mantos acuíferos suficientes para dotar a sus moradores del vital líquido, lo mismo para el consumo humano, animales y las prácticas agrícolas.
En tiempos naturales de lluvias aparecen por doquier manantiales y ojos de agua y por la misma acción de las lluvias se forman dos hermosas cascadas o saltos, llamados Cascada de Villalobos y la otra en el corazón mismo de la sierra.

## Educación
Escuelas más reconocidas en la Región:
Primaria
- Bicentenario
- Benito Juárez.
- Colegio Cultura y Restauración.
- Coronel José María Sánchez Román
- Jaime Torres Bodet
- Lázaro Cárdenas
- Centro de Atención Múltiple 12 "Sigmund Freud"
Secundaria
- Escuela Secundaria Técnica N.º 21
- Escuela Secundaria Técnica Industrial N.º 62
- Colegio Cultura y Restauración.
Preparatoria
- Prof. José G. Montes.
- Plantel 7 Unidad Académica Preparatoria (Universidad Autónoma de Zacatecas).
- CECyTE (Centro de Estudios Científicos y Tecnológicos) Plantel Tlaltenango.
Educación Superior.
- UAZ (Universidad Autónoma de Zacatecas) Campus Tlaltenango.
Donde actualmente se ofrece la carrera de:

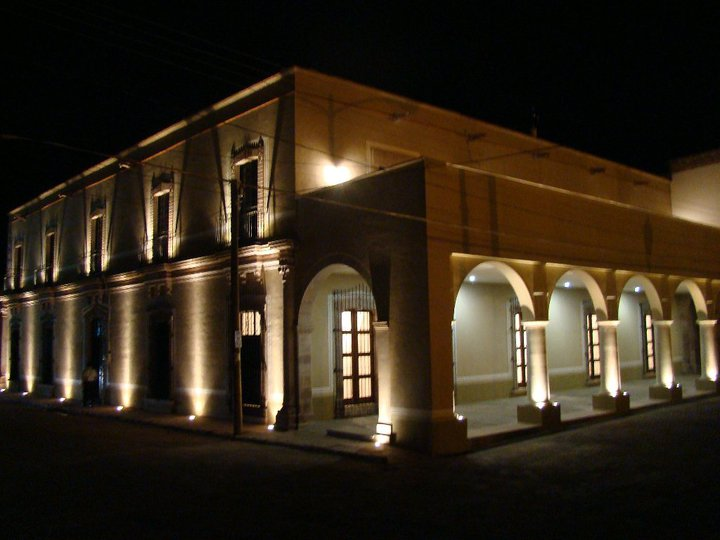
Instituto municipal de cultura, ubicado en donde permanecía la antigua secundaria del Colegio.

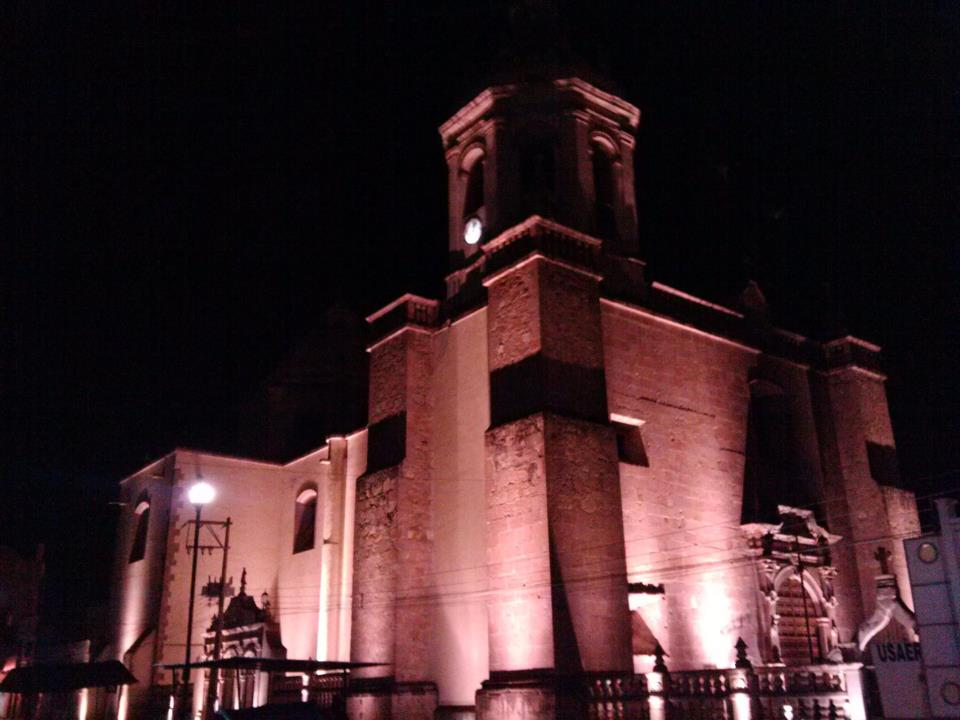
Parroquia de Nuestra Señora de Guadalupe.

- Licenciatura en Nutrición.
- Idiomas.

- Instituto Tecnológico Superior Zacatecas Sur(ITSZaS)
Donde actualmente se ofrecen las carreras de:
- Ing. en Sistemas Computacionales.
- Ing. en Electromecánica.
- Ing. Industrial
- Ing. en Gestión Empresarial.
- Ing. en Administración.
- Contaduría Pública.

## Atractívos Turísticos
Atractivos Naturales.
- Cascada El Salto de Villalobos.
- El Campanario.
- La Mona panzóna y el indio caxcán.
- Sierra de Morones.
- Los Pilares.
- Guardianes el rey y la reina (campanario).
- Caballo de Santo Santiago.
- Cuevas prehispánicas (El charco verde)
- Cascada el Salto Colorado.
- El cajón de San Miguel.
- Hacienda de Villalobos.
- Cristo Rey
Entre otros.

Atractivos Culturales.
- Parroquia Nuestra Sra. de Guadalupe.
- Kiosco.
- Plaza de Toros "José Julián Llaguno"

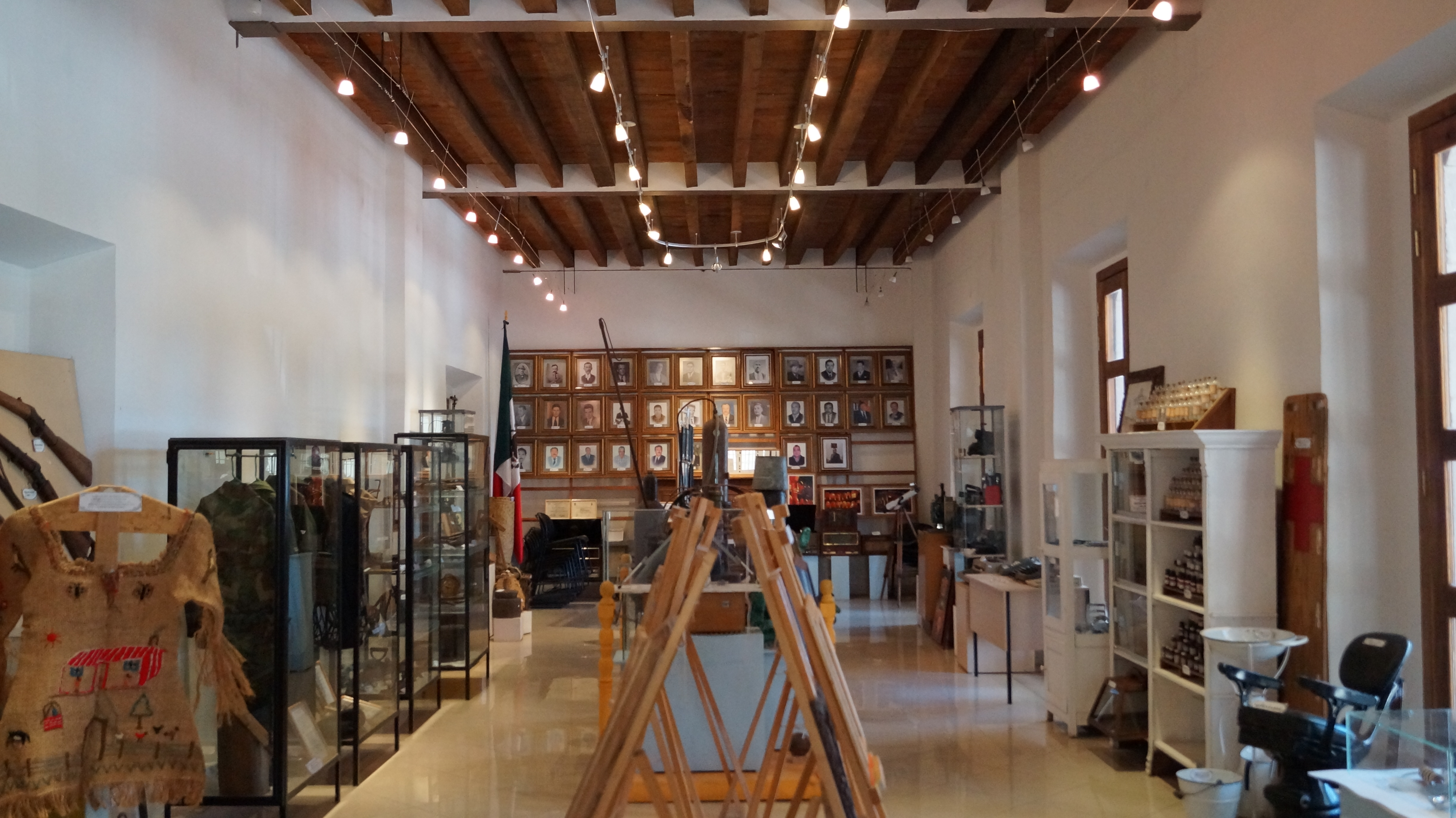
Museo ubicado en las instalaciones del Instituto municipal de cultura

- El templo San Diego
- Capilla de Veracruz.
- Ex templo San Francisco.
- Jardín Principal Porfirio Díaz.
- Palacio Municipal.
- Mausoleo de los Ortega.
- Capilla, Santo Santiago.
– Casa de cultura.
Entre otros.

## Museo
Cuenta con un museo, el Museo Tlaltenapa
Donde se encuentran en exposición artículos prehispánicos, ganaderos, y uso antiguo hasta vestimentas.

## Centros Comerciales
- Mi Bodega Aurrera
- Mercado Juárez
- Mercado de Veracruz
Además del pasaje comercial, donde se encuentra una gran variedad de tiendas que ofrecen todo tipo de artículos.

## Ciudades hermanadas
- Jalisco Guadalajara

- Michoacán Apatzingán

- Jalisco Tepatitlan

- Chiapas Palenque

- Tabasco Villahermosa

- Zacatecas Nochistlan

- Aguascalientes Aguascalientes